# Rogóvskaia
Rogóvskaia - Роговская (rus) - és una stanitsa del krai de Krasnodar, a Rússia. Es troba a la vora esquerra del riu Kirpili. És a 21 km al nord-oest de Timaixovsk i a 79 km al nord de Krasnodar.
Pertanyen a aquesta stanitsa els khútors de Krasni, Kubanski, Nekràssova, Privokzalni i Pritxtovi.